# Aeroportul West End
Aeroportul West End (IATA: WTD, ICAO: MYGW) este un aeroport din West End, Grand Bahama⁠(d), West Grand Bahama⁠(d), Bahamas ce deservește zona Grand Bahama⁠(d).
Situat la o altitudine de 3 m, aeroportul dispune de o singură pistă.